# Nomopyle
Nomopyle es un género con dos especies de plantas herbáceas perteneciente a la familia Gesneriaceae. Es originario de América.

## Descripción
Son plantas herbáceas, perennifolias con rizomas escamosos. Con tallos débiles, erectos o decumbentes, glabrescentes. Las hojas son opuestas, pecioladas, la lámina con 5-8 pares de venas, estomas en grupos indistintos en el lado inferior. Flores axilares, solitarias. Sépalos libres. Corola acampanada que casi rotan, de color blanco a lavanda, lóbulos subiguales. El fruto es una cápsula cilíndrica carnosa, dehiscente a lo largo de la parte dorsal con semillas numerosas, subglobosas y diminutas.

## Distribución y hábitat
Se distribuyen por Ecuador y Perú. Las plantas tienen hábitos  terrestres y se encuentran en zonas forestales, estacionalmente latentes. 

## Etimología
El nombre del género está formado por el anagrama del género Monopyle. 

## Especies
- Nomopyle dodsonii (Wiehler) Roalson & Boggan
- Nomopyle peruviana 	(Wiehler) Roalson & Boggan